# Сура
Вижте пояснителната страница за други значения на Сура.
Сура, или сурата, сурат – с наставката (пълна -та, кратка -т) за женски род, (на арабски: سورة) е арабска дума, която означава „картина, образ, лице“, както и „нещо затворено или оградено с ограда или стена“.
В свещения Коран с този термин се обозначават отделните глави. В Корана има 114 сури, които от своя страна са съставени от аяти („изказвания“).

## Списък на сурите[1]
1. Ал-Фатиха (Откриване), 7 аята
2. Ал-Бакара (Кравата), 286 аята
3. Ал-Имран (Родът на Имран), 200 аята
4. Ан-Ниса (Жените), 176 аята
5. Ал-Маида (Трапезата), 120 аята
6. Ал-Анам (Добитъкът), 165 аята
7. Ал-Араф (Стената), 206 аята
8. Ал-Анфал (Придобитото във война), 75 аята
9. Ат-Тауба (Покаянието), 129 аята
10. Юнус (Юнус), 109 аята
11. Худ (Худ), 123 аята
12. Юсуф (Юсуф), 111 аята
13. Ар-Раад (Гърмът), 43 аята
14. Ибрахим (Ибрахим), 52 аята
15. Ал-Хиджр (Ал Хиджр), 99 аята
16. Ан-Нахл (Пчелите), 128 аята
17. Ал-Исра (Нощното пътешествие), 111 аята
18. Ал-Кахф (Пещерата), 110 аята
19. Мариам (Мариам), 98 аята
20. Та ха (Та ха), 135 аята
21. Ал-Анбиа (Пророците), 112 аята
22. Ал-Хадж (Поклонението Хадж), 78 аята
23. Ал-Муаминун (Вярващите), 118 аята
24. Ан-Нур (Светлината), 64 аята
25. Ал-Фуркан (Разграничаването), 77 аята
26. Аш-Шуара (Поетите), 227 аята
27. Ан-Намл (Мравките), 93 аята
28. Ал-Касас (Разказът), 88 аята
29. Ал-Анкабут (Паякът), 69 аята
30. Ар-Рум (Ромеите), 60 аята
31. Лукман (Лукман), 34 аята
32. Ас-Саджда (Поклонът), 30 аята
33. Ал-Ахзаб (Съюзените племена), 73 аята
34. Саба (Саба), 54 аята
35. Фатир (Твореца), 45 аята
36. Йа Син (Йа Син), 83 аята
37. Ас-Саффат (Строените в редици), 182 аята
38. Сад (Сад), 88 аята
39. Аз-Зумар (Тълпите), 75 аята
40. Гафир (Опрощаващия), 85 аята
41. Фуссилат (Разяснените), 54 аята
42. Аш-Шура (Съвещанието), 53 аята
43. Аз-Зухруф (Украсата), 89 аята
44. Ад-Духан (Димът), 59 аята
45. Ал-Джасиа (Коленопреклонната), 37 аята
46. Ал-Ахкаф (Пясъчните хълмове), 35 аята
47. Мухаммад (Мухаммад), 38 аята
48. Ал-Фатх (Победата), 29 аята
49. Ал-Худжурат (Стаите), 18 аята
50. Каф (Каф), 45 аята
51. Аз-Зарийат (Отвяващите), 60 аята
52. Ат-Тур (Планината), 49 аята
53. Ан-Наджм (Звездата), 62 аята
54. Ал-Камар (Луната), 55 аята
55. Ар-Рахман (Милостовият), 78 аята
56. Ал-Уакиа (Събитието), 96 аята
57. Ал-Хадид (Желязото), 29 аята
58. Ал-Муджадала (Спорът), 22 аята
59. Ал-Хашр (Изселването), 24 аята
60. Ал-Мумтахана (Изпитваната), 13 аята
61. Ас-Сафф (Редицата), 14 аята
62. Ал-Джумуа (Петъкът), 11 аята
63. Ал-Мунафикун (Лицемерите), 11 аята
64. Ат-Тагабун (Разкриването на заблудата), 18 аята
65. Ат-Талак (Разводът), 12 аята
66. Ат-Тахрим (Възбраната), 12 аята
67. Ал-Мулк (Владението), 30 аята
68. Ал-Калам (Калемът), 52 аята
69. Ал-Хакка (Неизбежното), 52 аята
70. Ал-Мааридж (Небесните стъпала), 44 аята
71. Нух (Нух), 28 аята
72. Ал-Джинн (Джиновете), 28 аята
73. Ал-Музаммил (Загръщащият се), 20 аята
74. Ал-Мудассир (Обвиващият се), 56 аята
75. Ал-Кийама (Възкресението), 40 аята
76. Ал-Инсан (Човекът), 31 аята
77. Ал-Мурсалат (Изпращаните), 50 аята
78. Ан-Наба (Вестта), 40 аята
79. Ан-Назиат (Изтръгващите), 46 аята
80. Абаса (Той се намръщи), 42 аята
81. Ат-Такуир (Обвиването), 29 аята
82. Ал-Инфитар (Разкъсването), 19 аята
83. Ал-Мутаффифин (Ощетяващите), 36 аята
84. Ал-Иншикак (Разцепването), 25 аята
85. Ал-Бурудж (Съзвездията), 22 аята
86. Ат-Тарик (Вечерницата), 17 аята
87. Ал-Аля (Всевишният), 19 аята
88. Ал-Гашийа (Всепокриващият ден), 26 аята
89. Ал-Фаджр (Зората), 30 аята
90. Ал-Балад (Градът), 20 аята
91. Аш-Шамс (Слънцето), 15 аята
92. Ал-Лайл (Нощта), 21 аята
93. Ад-Духа (Утрото), 11 аята
94. Ал-Инширах (Разтварянето), 8 аята
95. Ат-Тин (Смоковницата), 8 аята
96. Ал-Алак (Съсирекът), 19 аята
97. Ал-Кадр (Могъществото), 5 аята
98. Ал-Байина (Ясният знак), 8 аята
99. Аз-Зилзала (Земетръсът), 8 аята
100. Ал-Адиат (Препускащите), 11 аята
101. Ал-Кариа (Бедствието), 11 аята
102. Ат-Такасур (Преумножаването), 8 аята
103. Ал-Аср (Следобедът), 3 аята
104. Ал-Хумаза (Клеветникът), 9 аята
105. Ал-Фил (Слонът), 5 аята
106. Курайш (Курайш), 4 аята
107. Ал-Маун (Услугите), 7 аята
108. Ал-Каусар (Ал-Каусар), 3 аята
109. Ал-Кафирун (Неверниците), 6 аята
110. Ан-Наср (Подкрепата), 3 аята
111. Ал-Масад (Сплетените влакна), 5 аята
112. Ал-Ихлас (Пречистването), 4 аята
113. Ал-Фалак (Разсъмването), 5 аята
114. Ан-Нас (Хората), 6 аята